# André Strohl
André Strohl (Poitiers, 20 de março de 1887 - 10 de março de 1977) foi um fisiologista francês notório por sua contribuição no entendimento da síndrome de Guillain-Barré, que por vezes é chamada de síndrome de Guillain-Barré-Strohl.